# Enrique Flórez

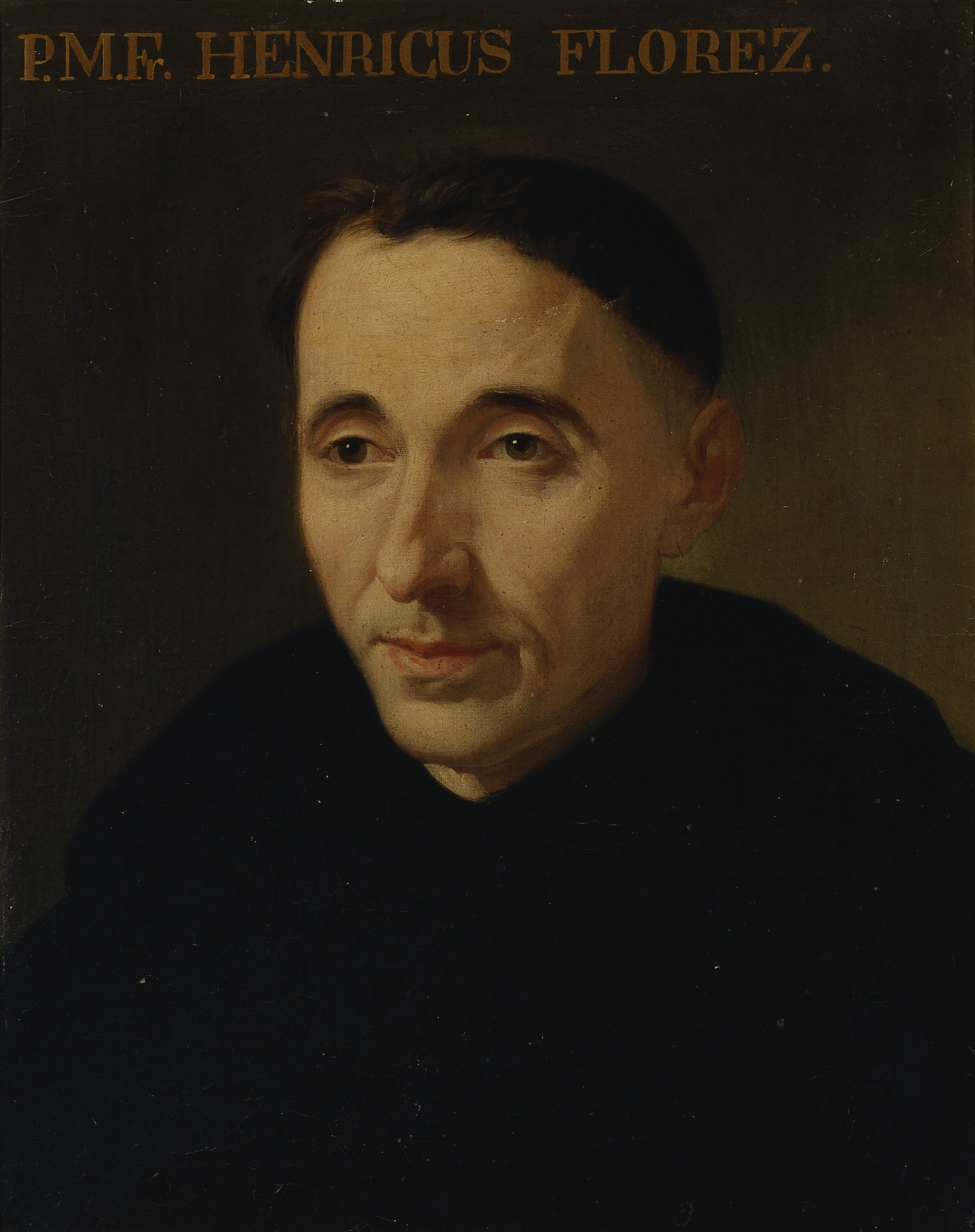
Enrique Flórez.

Enrique Flórez de Setién y Huidobro, född 14 februari 1701 Valladolid, död 20 augusti 1773 i Madrid, var en spansk historiker.
Flórez blev 1715 augustinmunk, och senare professor i teologi vid Alcalá. Han skrev bland annat España sagrada, teatro geográfico-histórico de la iglesia de España (29 band, 1747–1773), senare fortsatt av Manuel Risco och sedan andra fram till 1900-talet, samt Medallas de las colonias, municipios y pueblos antiguos de España (2 band, 1757–1758).